# Massimiliano Prandi
Massimiliano Prandi (Padova, 21 luglio 1989) è un ex pallavolista italiano, libero.

## Carriera

### Club
Massimiliano Prandi, figlio dell'allenatore ed ex pallavolista Silvano Prandi, inizia la sua carriera nelle giovanili del Piemonte, più precisamente nella società satellite con sede a Busca, con cui disputa un campionato di Serie B1. Nella stagione 2007-08 viene aggregato alla prima squadra, allenata dal padre, con cui esordisce nel massimo campionato italiano.
In seguito gioca diverse stagioni in Serie A2, vestendo le maglie di Cavriago, Massa e Sir Safety Perugia. Nella stagione 2011-12 viene inserito nel progetto tecnico federale del Club Italia.
Nella stagione 2012-13 torna in Serie A1, dove viene ingaggiato dalla Top Volley Latina. Terminata questa esperienza sceglie di tornare in Serie B1, accettando la proposta del Volley Fossano, dove resta per tre annate.
Per il campionato 2016-17 è nuovamente in Serie A2 vestendo la maglia del Mondovì dove rimane per un biennio prima di accettare la proposta della neonata Cuneo; dopo due stagioni nella città piemontese, nel maggio 2020 annuncia il proprio ritiro.

### Nazionale
Nel 2010 viene convocato per un collegiale della selezione nazionale Under-23 di Lega, agli ordini di Flavio Gulinelli.